# Karanowo-Kulturen

Verbreitung der regional jeweils frühesten archäologischen Kultur mit Töpferware (etwa 6000–4000 v. Chr., etwa 7,500-5,500 BP):
Westliche LBK
Alföld-Linearkeramik oder östliche LBK
Cardial- oder Impressokultur
Ertebølle-Kultur, mesolithische Kultur
Dnepr-Don-Kultur
Vinča-Kultur
La-Almagra-Kultur
Dimini-Kultur, vorher Sesklo-Kultur
Karanowo-Kultur
Kammkeramische Kultur, mesolithische Kultur
Hinweis: Die Karte ist ungenau und bedarf einer Überarbeitung; sie gibt nur die ungefähren territorialen Bedingungen einzelner Kulturen wieder.

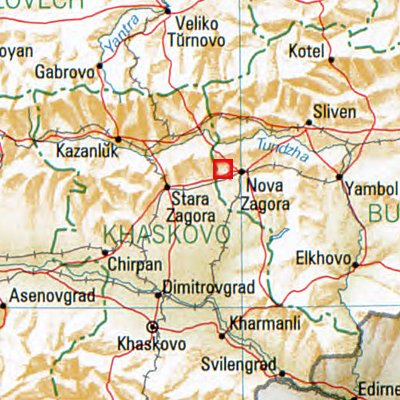
Karanowo – Bulgarien – Nachbarorte: Nowa Sagora, Stara Sagora

Die Karanowo-Kultur (meist und wissenschaftlich Karanovo-Kultur geschrieben) ist eine prähistorische Kultur in Bulgarien. Namensgebend ist der Siedlungshügel von Karanowo (bulg. Карановска селищна могила) nahe dem Dorf Karanowo im nordöstlichen Teil der thrakischen Ebene, 10 km westlich von Nowa Sagora. Die Karanowo-Kultur bietet ein chronologisches System für das Neolithikum und das Aeneolithikum der Balkanhalbinsel. Seit Juni 2010 ist der östliche Karanowo-Grabhügel touristisch erschlossen.

## Siedlungshügel von Karanowo

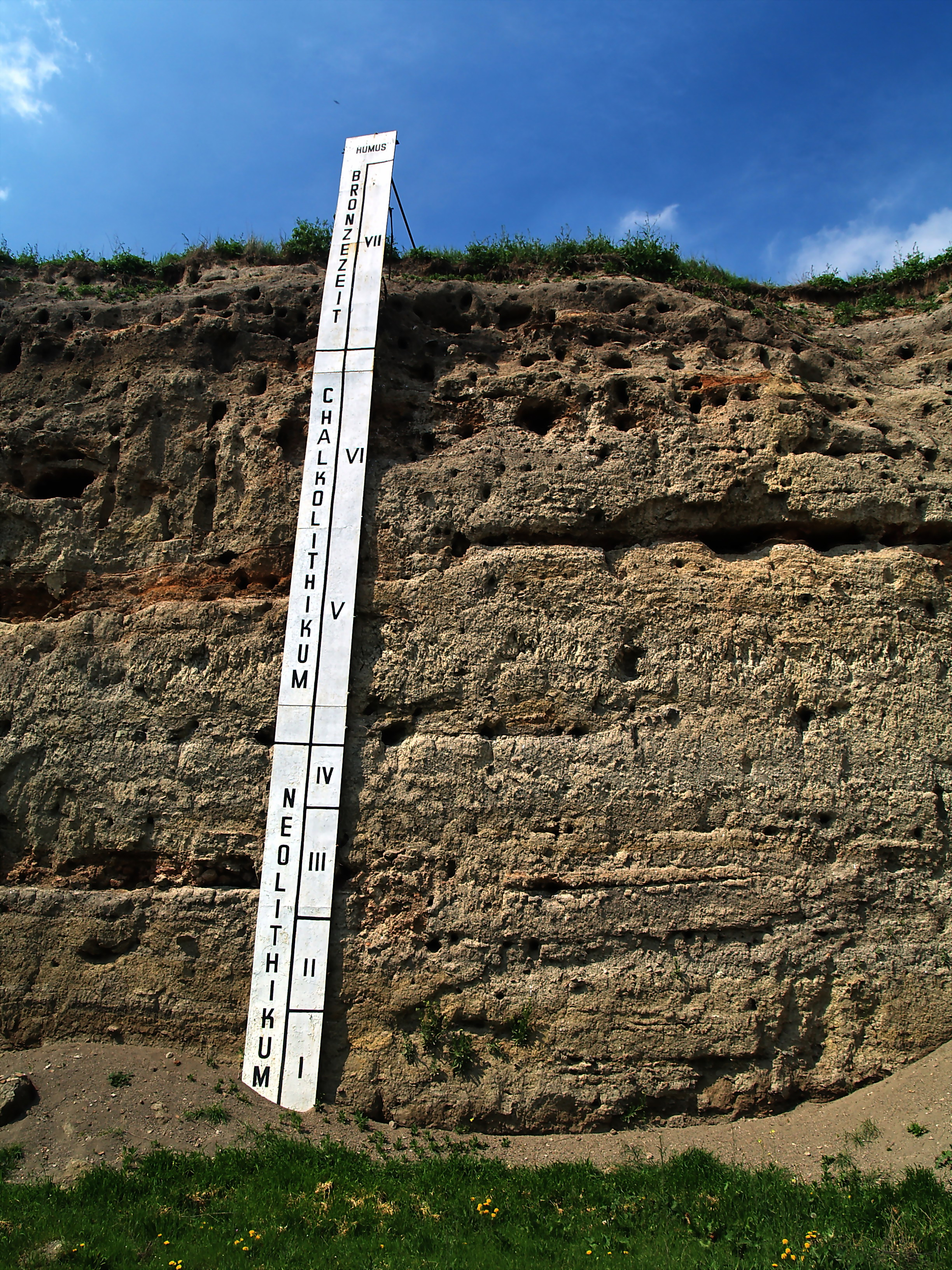
Stratigraphie des Siedlungshügels von Karanowo

Der Siedlungshügel von Karanowo ist einer der ältesten und größten Siedlungshügel in Bulgarien und in Europa. Er nimmt eine Fläche von 24.000 m² ein. Seine Höhe beträgt 13 m, seine Ausdehnung 250 × 150 m. Er liegt im nordwestlichen Teil des Dorfes Karanowo, 10 km westlich von Nowa Sagora. Der Grabhügel liegt 5 km nördlich der Verbindungsstraße zwischen Stara Sagora und Nowa Sagora, die Teil der Fernverbindung Sofia-Plowdiw-Burgas ist.
Er befindet sich an den letzten Ausläufern des Gebirges Sarnena Sredna gora (bulg. Сърнена Средна гора), dem östlichen Teil der Sredna Gora (bulg. Средна гора). Nach Süden schließt sich die fruchtbare Schwarzerdeebene von Nowa Sagora an. In Bulgarien gibt es eine große Anzahl von Siedlungshügeln. Die größte Dichte erreichen sie hier, wo der Karanowo-Siedlungshügel liegt, im Gebiet um Nowa Sagora.
Entstanden ist der Siedlungshügel aus einer Ansammlung prähistorischer Siedlungen, die nacheinander an der gleichen Stelle, also übereinander, errichtet wurden. Der Karanowo-Siedlungshügel war während der Jungsteinzeit, der Kupferzeit und der Bronzezeit bewohnt. Hier wurden gut erhaltene Gebäudefundamente und reichhaltige Funde an Alltagsgegenständen freigelegt. Auf dem Siedlungshügel standen 18 Gebäude, die ca. 100 Bewohner beherbergten.
Besiedelt war der Siedlungshügel mehr oder weniger 4000 Jahre lang durchgehend, vom frühen 6. Jahrtausend (Jungsteinzeit) bis frühen 2. Jahrtausend v. Chr. (frühe Bronzezeit).

## Schichtenfolge und Chronologie
Das chronologische System von Karanowo wurde auf der Grundlage des etablierten stratigraphischen Systems erstellt und dient als Standard für die Synchronisation der prähistorischen Kulturen im östlichen Balkanraum. Eine ähnliche Funktion erfüllt der Hügel von Vinca, bei Belgrad, für den zentralen Balkanraum. Die Stratigraphie im Hügelk von Karanovo ist damit ein Leitgrad für die Kulturentwicklung von der frühen Jungsteinzeit bis in die Frühbronzezeit in Südosteuropa. Insgesamt können in dem Siedlungshügel sieben grundlegende Horizonte voneinander unterschieden werden.
- Karanowo I-II: frühe Jungsteinzeit, ca. 6200–5500 v. Chr.
- Karanowo II-III (seit 1992).
- Karanowo III klassisch (seit 1992).
- Karanowo III-IV: Mittelneolithikum, ca. 5500–4950 v. Chr.[4]
- Karanowo V: frühe Kupferzeit, ca. 4950–4500 v. Chr.
- Karanowo VI: späte Kupferzeit, ca. 4500–4000 v. Chr.
- Karanowo VII: späte Kupferzeit, ca. 4000–? v. Chr. bis frühe Bronzezeit (?)

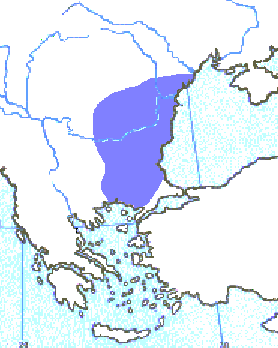
Gumelnița-Varna-Karanovo VI, späte Kupferzeit, ca. 4500–4000 v. Chr.

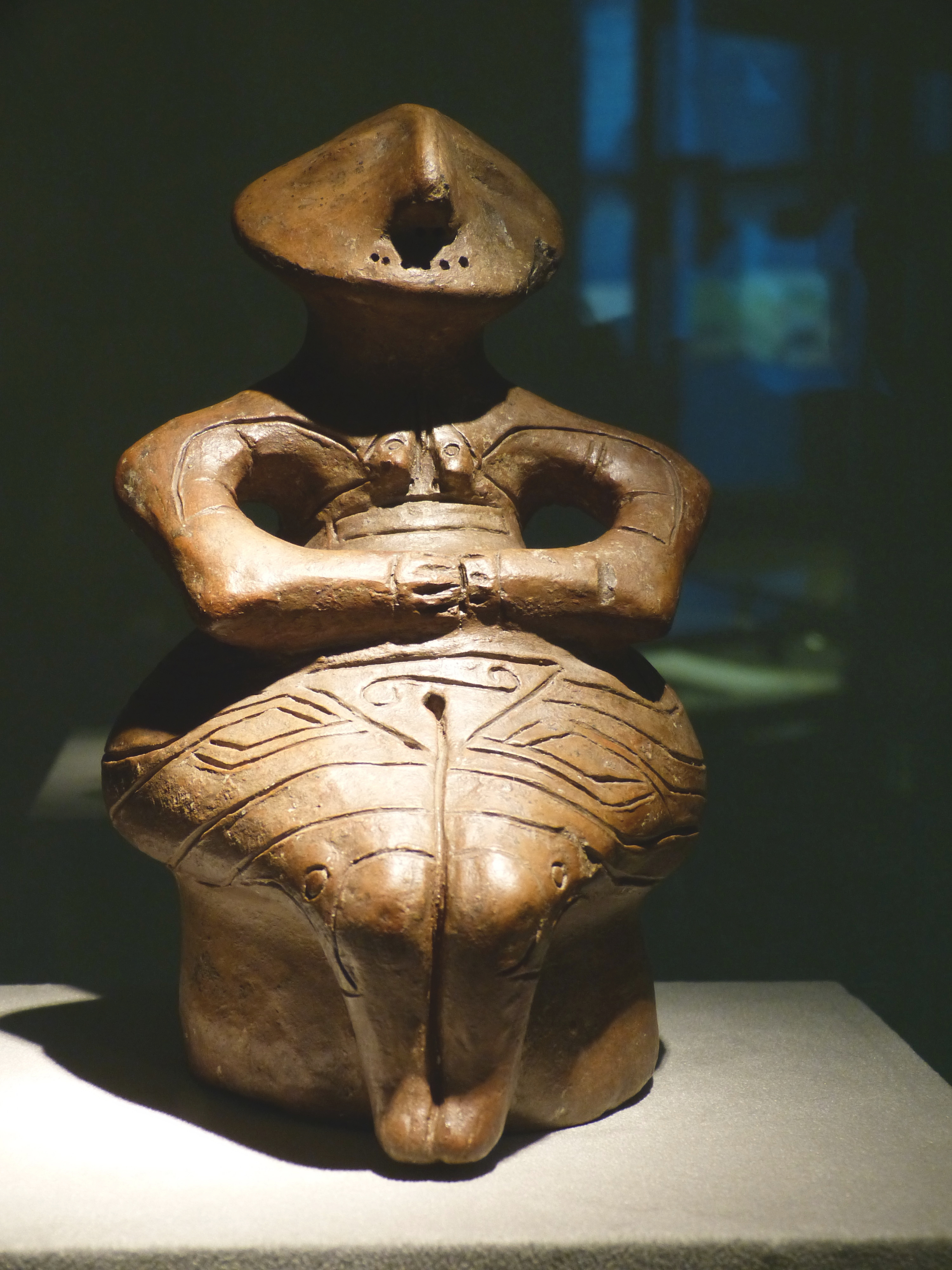
Sitzidol von Pazardzik

Obwohl der Karanowo-Siedlungshügel nur teilweise (auf einer Fläche von 1700 m²) durch Grabungen erforscht wurde, gab er wichtige archäologische Informationen preis. Das stratigraphische Profil wurde bis zu einer Tiefe von 12,40 m erforscht. Das ermöglichte die Periodisierung der Kulturen aus den einzelnen Schichten. So konnte das chronologische Karanowo-System erstellt werden. Es dient als Vergleichsmaß für die Entwicklung der verschiedenen Kulturen in der Jungsteinzeit, der Kupferzeit und der ersten Hälfte der Bronzezeit in Südbulgarien.
Vor Ort sind einige archäologischen Fundstücke ausgestellt. Viele befinden sich in Nationalen Historischen Museum in Sofia und im Museum von Nowa Sagora.

### Karanowo-Kultur I und II
Die frühen jungsteinzeitlichen Kulturen in Thrakien werden der Karanowo-Kultur I und II zugeordnet. Die charakteristische Keramik dieser Kultur waren tulpenförmige Becher mit einem hohlen Standfuß. Außerdem kugelförmige Gefäße mit zylindrischem Hals und Schnurgriffen. Die Teller waren halb-kugelförmig. Die Oberfläche der Keramik war rot bis braun. Bei den Ornamenten waren schachbrettförmige Ornamente typisch, sowie gürtelförmige Ornamente, die mit netzförmigen Ornamenten gefüllt waren. Weiterhin gab es hängende Dreiecke als Ornamente.

### Karanowo-Kultur III
Die Wände der Wasserkrüge standen typischerweise senkrecht auf dem Boden der Keramikgefäße und waren dick und massiv.

### Karanowo-Kultur VI
Die Karanowo-Kultur VI vermischte sich mit einer Form (vom linken Donauufer, aus der Kleinen Walachei) der Cucuteni-Tripolje-Kultur zu einem Konglomerat. Die wesentlichen Siedlungshügel dieses Konglomerates waren Karanowo, Hârşova und Borduşani. Es hinterließ seine Spuren in der Nekropole von Warna.

### Fundlücke ("Hiatus")
Ab dem Ende der Kupferzeit und dem Beginn der Bronzezeit findet sich eine lange Lücke (Hiatus) in der Besiedlungsgeschichte. Die Gründe dafür sind noch nicht geklärt.
Nach einer These wurde die ansässige Bevölkerung mit ihrer Kultur durch aus dem Norden eindringende Nomaden vollständig vernichtet. Diese These stützt sich auf die Ausgrabungen des Gräberfeldes von Warna aus der späten Kupferzeit (4600–4200 v. Chr.). In Warna wurden viele Goldgegenstände gefunden, bisher das älteste bekannte verarbeitete Gold der Menschheit. Die Funde in den Gräbern belegen, dass einige der Bestatteten aus wohlhabenden Familien stammten. Sie zeugen von der Teilung der Bevölkerung in soziale Schichten, wohlhabende, höhergestellte Herrscher, deren nicht ganz so wohlhabende Vasallen und einfache Leute. Richtige Zivilisationen vom Typ eines Stadtstaates traten erst später auf, in Ägypten und in Mesopotamien.
Nach einer anderen These zwangen Umweltfaktoren, wie Klimawandel, Versiegen der Wasserquellen oder die Ermüdung des Bodens, die Bevölkerung für eine gewisse Zeit ihre Siedlungen zu verlassen.

## Stempel
In Karanowo wurde in den 1950er Jahren von Wasil Mikow in den Überresten eines thrakischen Hauses ein runder Stempel gefunden, der mit Zeichen versehen ist. Der Stempel hat einen Durchmesser von 6 cm und ist 2 cm dick. Die Zeichen werden von manchen für die Anfangsform einer Schrift gehalten werden (Bild (Memento vom 26. Januar 2013 im Webarchiv archive.today)). Der Stempel stammt vermutlich aus der Zeit 4. bis 3. Jahrtausend v. Chr. Die erste bekannte Schrift ist jünger, es ist die Schrift, die von Kreta stammt (Ägäische Schriftsysteme) und auf die zweite Hälfte des 3. Jahrtausends v. Chr. datiert wird.
Es wird angenommen, dass der Stempel ein Prestigezeichen war, das für besondere Verdienste verliehen wurde und wahrscheinlich bei religiösen Zeremonien verwendet wurde.
Einige Wissenschaftler meinen, dass die Zeichen den westlichen Sternenhimmel (Tierkreiszeichen) darstellen.

## Grabungsgeschichte
Die ersten Grabungen führte Wasil Mikow 1936 bis 1937 auf Anregung des Gymnasiallehrers Nikola Kojtschew aus Nowa Sagora durch. Anhand der Keramik datierte er die Funde in der ältesten Schicht Karanowo I auf die gleiche Zeit wie Troja I. Erst viel später wurde klar, dass die Karanowo I-Schicht wesentlich älter ist, als die Troja I-Schicht. Während die Schicht Karanowo I aus dem 7. bis 6. Jahrtausend v. Chr. ist, stammt die Schicht Troja I aus der frühen Bronzezeit und ist damit wesentlich jünger. Die Grabungen in Karanowo wurden für Bulgarien erstmals nach wissenschaftlichen Methoden durchgeführt, nach stratigraphischen Gesichtspunkten und mit Planquadraten. Mikow nahm 1946 die Grabungen wieder auf. 1947 schloss sich ihm Georgi Georgiew an. Die Grabungen dauerten bis 1957. Auf der Grundlage der Grabungen von Minkow und Georgiew wurde das chronologische Karanowo-System begründet, das als Normalmaß für die Synchronisation der europäischen prähistorischen Kulturen dient. Das System wurde 1961 auf einer wissenschaftlichen Tagung vorgestellt.

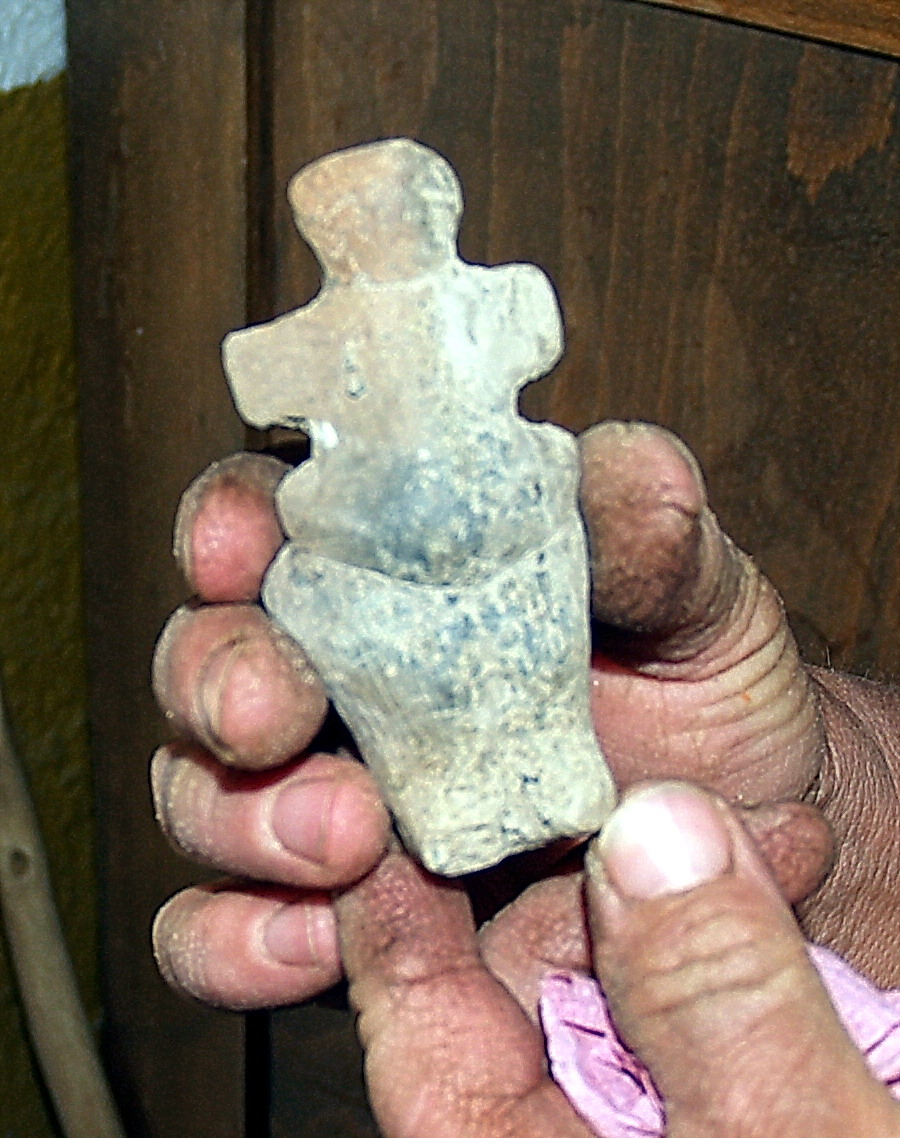
Die „Karanovo Venus“ in den Händen ihres Finders

Von 1984 bis 1992 fanden erneute Grabungen im Rahmen einer bulgarisch-österreichischen Kooperation zwischen dem Bulgarischen Archäologischen Institut unter Georgi Georgiew (bis zu seinem Tode 1988) und Wassil Nikolow und der Universität Salzburg unter Stefan Hiller statt.